# Donny George
Donny George, de son nom complet Donny George Youkhanna est un professeur, archéologue, anthropologue et auteur irakien, né dans la province d'Al-Anbar (Irak) le 23 octobre 1950 et mort à Toronto (Canada) le 11 mars 2011. Il s'est occupé de la restitution des objets volés lors des pillages du musée national d'Irak à Bagdad en 2003.

## Biographie
Il reçoit un triple héritage linguistique : l'anglais de par son père, ancien directeur du centre culturel anglais à Bagdad, l'arabe à l'école, et l'assyrien avec ses parents. Dès les années 1980, les missions archéologiques étrangères fouillent le sol irakien et Donny George sert d'interprète. Il sert ensuite comme combattant au front pendant la guerre Iran-Irak. Lors de l'invasion du Koweït par les armées de Saddam Hussein, il fait partie de l'équipe qui vide le musée du Koweït et qui ramène les pièces à Bagdad. L'embargo qui s'ensuit appauvrit la famille qu'il a fondé avec sa femme et ses trois enfants.
Il participe au sauvetage du musée de Bagdad menacé par les remontées de la nappe phréatique puis monte le projet d'organiser des fouilles dans le sud du pays, en zone d'exclusion aérienne pour lutter contre les pillages intenses. Les travaux fournissent un travail aux populations locales qui accueillent favorablement les équipes de fouilles. Toutefois, les fouilleurs professionnels sont les anciens pilleurs et un arrêt brutal des fouilles aurait pour conséquence une reprise des pillages. Les opérations sont prolongées jusqu'en 2003 et la chute du régime de Saddam Hussein. Il est relevé de ses fonctions de directeur des fouilles et devient directeur des publications, un poste moindre. Il est au musée national d'Irak quand ont lieu les pillages en avril 2003 et quitte le musée au dernier moment alors que les combats ont lieu jusque dans le jardin.
Avec l'arrivée des Américains, il devient directeur général du State Board of Antiquities and Museums of Iraq. Mais la menace d'Al-Qaida le force à évacuer ses enfants en Syrie et il est lui-même menacé. C'est alors qu'il demande l'asile aux États-Unis et il obtient un poste d'enseignant à l'université d'État de New York à Stony Brook. Installé à New York, il lutte pour la restitution à Bagdad des objets pendant les pillages de 2003, notamment des boucles d'oreilles en or issues des tombes royales de Nimroud. Ardent défenseur de son pays et luttant contre les pillages, il donne de nombreuses conférences. C'est lors d'un voyage à Toronto en mars 2011 pour participer à l'une d'elles qu'il meurt d'une crise cardiaque à l'âge de 60 ans.

## Publications
- Photography: The Graves of the Assyrian Queens in Nimrud, 2000
- The Looting of the Iraq Museum, 2005
- The Destruction of the Cultural Heritage in Iraq, 2008[1]
- Antiquities under Siege, Cultural Heritage in Iraq, 2008
- Catastrophe, The Looting and Destructions of Iraq's Past, 2008
- Architecture of the Sixth Millennium B.C. in Tell Es-Sawwan
- Stores in Ancient Mesopotamia, 1985.
- A New Acheulian hand Axe from the Iraqi Western Desert in the Iraq Museum, 1993
- Proverbs in Ancient Mesopotamia, 1994
- The Architecture of the Sixth Millennium BC in Tell Esswwan, 1997
- Precision Craftsmanship of the Nimrud Gold Material, 2002
- Full Account on the Iraqi Museums and Archaeological sites, 2004